# Holle anyó

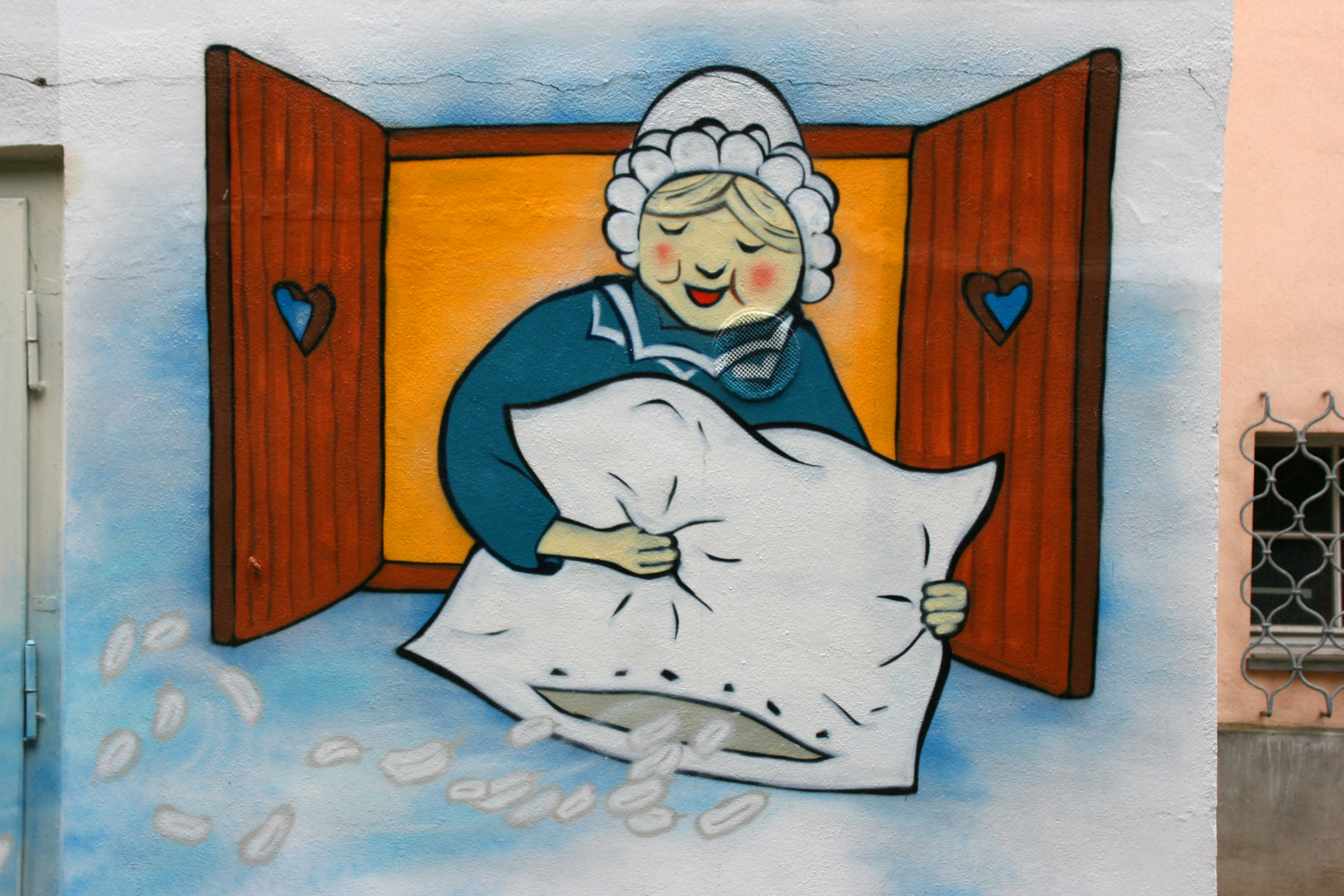
Holle anyó

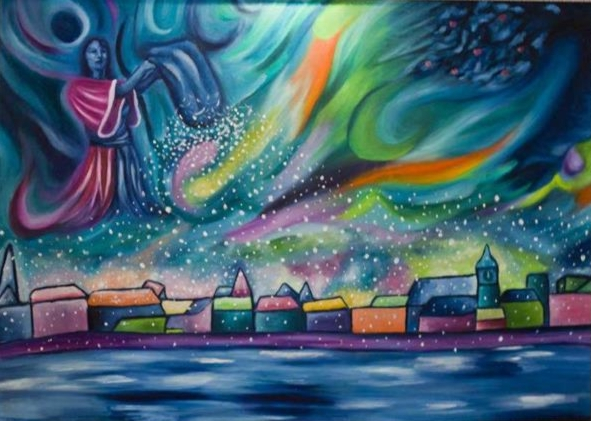
Mauro Breda: Holle anyó (olajfestmény vászon 50 x 70)

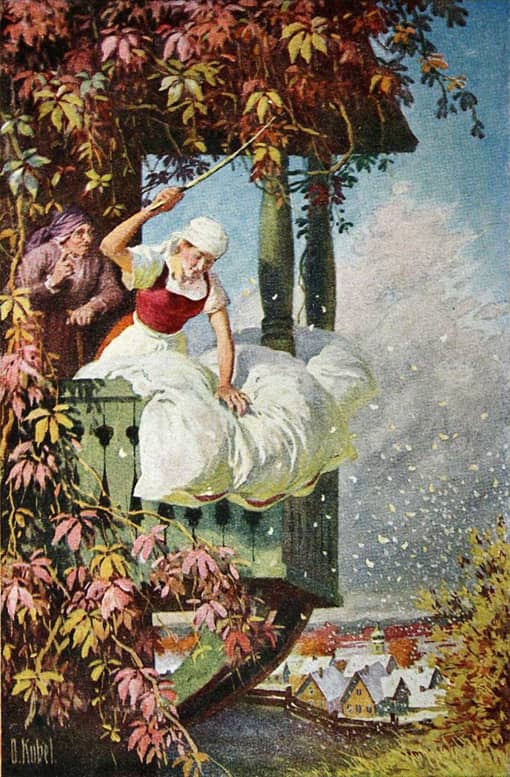
Ottó Kubel illusztrációja

Holle anyó közép-európai monda- és mesealak a megegyező című Grimm-meséből. A mesét Aarne és Thompson a 480-as mesetípusba sorolja.

### Tartalom
A főszereplő egy lány, akit mostohaanyja az édeslányával ellentétben mindig mellőz, végül arra kényszeríti, hogy ugorjon egy kútba egy elvesztett orsóért. A kút világában, ami ugyanakkor a felhők felett van, több próbát kell kiállnia. Például meg kell ráznia egy érett almákkal teli almafát, és ki kell szednie egy kész kenyeret a kemencéből, mielőtt az megégne. A lány természetesen mindkettőt megteszi. Végül találkozik Holle anyóval, egy „hosszú fogú öregasszonnyal”. A lány elszegődik mellé szolgálónak, és mindenekelőtt a dunnákat kell kiráznia, aminek következtében a földön hó hullik. Egy idő után a lány az elbocsátását kéri, ekkor Holle anyó bőséges aranyesővel jutalmazza meg. A lányt hazatérésekor a kakas üdvözli: ”Kukurikú! Aranyos lányunk hazatért!”.
Ezt látva a csúnya és lusta mostohatestvér elindul ugyanazon az úton, de megbukik a próbákon, és ahogy az várható, a szolgálatát is elégtelenül végzi el. Holle anyó ezért elbocsátja, és büntetése az élete végéig ráragadó szurok lesz.

### Szociális háttér
A mese azt a hajdan gyakori, családon belüli konfliktust dolgozza fel, amikor még sok nő halt meg gyermekágyban, és a hátrahagyott férj újra megházasodva egymással versengő féltestvéreket nemzett.
Nem lehet tudni, hogy a mese pontosan honnan származik, mivel több helyen is azt állítják az emberek, hogy Holle anyó otthona a környékbeli hegyekben van (így megemlítik a Kassel és Eschwege közötti Hoher Meißner hegységet, az Eisenach-hoz közeli Hörselberge hegyvonulatot, illetve a Hörselberg hegyet és Hollerich települést).

### A mese értelmezése
A mitológiai hátterét tekintve a mese régebbi anyagot dolgozhat fel. Ilyen elsősorban a kútba ugrás motívuma és az azt követő utazás egy másik világba (lásd alább).
Eugen Drewermann a Holle anyót egy olyan meseként értelmezi, amely választ ad arra a filozófiai és vallási kérdésre, hogy mi a szenvedés értelme, és megmagyarázza a lét látszólagos kaotikus és igazságtalan voltát. A mese főbb szereplőit a természetmitológia keretein belül párhuzamba lehet állítani a nap, a hold és a föld alakjával. Az aranyos lány napleányként, a lusta lány mint holdalak értelmezhető. Holle anyó (Hulda, Berchta) a nagy istennő és földanya, akihez úgy jut el az ember, ha a világ kútján át lemegy egy föld alatti világba. A mostohaanya a külső anyagi világ romlottságával Holle anyó ellentettje.
A mese egy másik pszichológiai értelmezése szerint az almafás jelenet a női test és a nemiség, a próbatétel a kemencénél a nőiesség és a gyerekszülés elfogadásával függ össze.

### Szépirodalmi párhuzamok
A kút varázslónőjétől kapott jutalom motívuma megtalálható a Grimm testvérek A kék fényű lámpás című meséjében is. Theodor Storm Die Regentrude című művének főszereplője szintén egy lenti világban lakik, melyet egy üreges fűzfán át lehet megközelíteni. Egy hasonló történetről szól a bolgár Az aranyos lány című mese is.

### Egyéb
A mesét 2006-ban a „Németország legszebb meséje”- díjjal tüntették ki.

## Mondák
A Grimm testvérek híres meséje mellett további mondák is keringnek Holle anyóról, amelyeket Karl Paetow néprajzkutató gyűjtött össze. Heide Göttner-Abendroth matriarchátuskutató Frau Holle – das Feenvolk der Dolomiten című könyvében megpróbálta a Holle anyóról szóló mondákat időrendbe tenni, és a saját matriarchális elméletének megfelelően rekonstruálni.
Holle anyót számos hegyvidéken tisztelték. Sok monda maradt fenn például a Hessen északi részén található Hoher Meißner hegység vidékéről. A Holle anyó-tó (Frau-Holle-Teich) állítólag végtelenül mély, valamint ez lehet a bejárat a föld alatti világba, amelyet a Grimm testvérek a meséjükben leírtak.
A szájhagyomány szerint Holle anyó a felelős a téli hómennyiségért, mivel minél alaposabban rázza ki a dunnáját, annál több hó hullik a földre. 
Más mondák szerint Holle anyó tavasszal megáldja a zöldellő mezőket azáltal, hogy végighalad a földeken és réteken, így a nedv a növényekbe áramlik, és a természet felébred. Holle anyó állítólag számos népi kézművességet tanított az embereknek, mint a fonást és a szövést.
A bodzafa olyan növény, amelyet különösen Holle anyónak szenteltek, valószínűleg a nevét is róla kapta (németül: Holunder vagy Holler).
Arról is szól a fáma, hogy Holle anyó süteményt, virágot, gyümölcsöt ajándékoz, és különösen nőknek és lányoknak segít, „jó évet” kíván nekik, valamint egészségessé és termékennyé teszi őket.
További mondák szerint Holle anyó hozza a gyerekeket, illetve magával viszi a kereszteletlen, meghalt gyerekek lelkét.
Emellett a fonónők és a takácsok védelmezője is, emiatt részben a nornákkal és a párkákkal állítják párhuzamba.
Ő a földben rejlő kincsek úrnője is.
A „tizenkét éj” idején, december 23-a és január 5-e között, amikor is a házimunkát pihentetni kell, állítólag a földfelszínre jön, hogy utánajárjon, ki volt az adott évben szorgalmas, és ki lusta. Ennélfogva ma is a Tacitus által említett mítoszalakkal, Nertusszal hozzák kapcsolatba.
Néhány monda arról számol be, hogy Mählen anyó alakjában az emberek lelkületét próbára teszi: idős, gyámoltalan asszonyként ételért és hajlékért könyörög. Azokat, akik segítenek neki, bőségesen megjutalmazza, azonban akik fukarságból elutasítják, megbünteti. Így például, amikor a Hessen tartományban fekvő wickenrode-i major gazdag, keményszívű földművese megütötte a lányát, amiért egy idős asszonynak enni és inni adott, és ráuszította a kutyáját az anyóra, büntetésként az öregasszony képében megjelenő Holle anyó felégette az udvart. A földműves és a fia életüket vesztették a tűzben, a lány viszont megmenekült.

## Elméletek a monda származásáról
Heide Göttner-Abendroth véleménye szerint a monda számos archaikus motívuma mutat rá arra, hogy Holle anyó alakja nagyon ősi, és egy nagy, újkőkori anyaistennőre vezethető vissza.
Karl Kollmann történész is hasonló következtetésre jutott: Holle anyó írásos nyomai legalább 1000 évre visszamenőleg követhetőek. Legkorábbi megemlítését Burchard wormsi érsek Dekrétumában találhatjuk, amelyet 1008 és 1012 között fogalmazott meg, ennek ellenére Kollmann szerint a mondai alak sokkal idősebb: „Die Indizien sprechen jedenfalls stark für die Annahme, dass Frau Holle keine Spukgestalt und kein Vegetationsdämon ist, sondern die regionale Verkörperung einer uralten weiblichen Erdgottheit, wie man sie fast überall auf der Welt unter den verschiedensten Namen verehrt hat.“ (saját fordítás: Minden jel arra utal, hogy Holle anyó nem egy kísértetalak vagy természetszellem, hanem egy ősrégi, női földistenség helyi megtestesülése, akit a legkülönbözőbb neveken a világ minden részén tiszteltek.)
A germanista Erika Timm abból indul ki, hogy a Holle név (pl. „die Huldvolle” alakban, magyarul: kegyes, jóságos) eredetileg a germán Frigg istennő mellékneve volt. A kereszténység felvételével a név önállósult, többek között azért, mert már nem volt okos dolog egy „pogány” istennő nevét kimondani, főleg nem fohászkodni hozzá, az ilyen tettre ugyanis mint bálványimádásra tekintettek volna az emberek. Hasonló minta alapján alakulhatott ki Frigg istennő egy másik melléknevéből a délnémet területen és az Alpok környékén ismert Perchta alakja (jelentése: csillogó, ragyogó). Perchtában az a különleges, hogy a kialakulásában kelta elképzelések is szerepet játszottak. A Harke és Harre figurák neve szintén hasonló módon keletkezett.
Gyakran azonosítják Holle anyót a Hel nevű germán halálistennővel, továbbá kapcsolatban állhat a germán Nehalennia istennővel is.

## Szokások
Néprajztudósok Holle anyóval kapcsolatos szokásokról számolnak be. Régebben a Hoher Meißner magaslaton található Holle anyó-tóban (Frau-Holle-Teich) fiatal nők fürödtek meg, hogy termékenyek legyenek. A tó vizének továbbá gyógyító erőt is tulajdonítottak. 1850 körül egy juhász a Holle anyó-tó közelében két aranyérmét talált, melyek a római császárkorból (Kr.e. 1. század) származnak. A tóhoz közeli, 1937-es ásatás a középkorból és még régebbi időkből származó kerámiatöredékeket tárt fel. Ez arra is utalhat, hogy ehhez a tóhoz Holle anyónak áldozatokat hoztak.
Éjszakánként, még a 19. században is, fiúk és lányok a Schlitz városka melletti Holle üregnél (Holleloch) táncot és éneket adtak elő. A dal eredete a kereszténység előtti időkre nyúlik vissza, a pontos értelme már nem állapítható meg.
Egy további észak-hesseni szokás, különösen Meißen térségében, a szilveszter éjszakához kapcsolódik: Szilveszter estéjén a gyerekek egy edényt vagy tálat tesznek az ajtó elé, másnap reggel a jó gyerekek a megfordított edény alatt ajándékot találnak.

## Vallás
Az újgermán pogányság (Asatru) Holle anyót istennőként tiszteli.

## Színház
- Robert Bürkner: Frau Holle (Goldmarie und Pechmarie). Mesevígjáték három felvonásban.
- Rolf B. Wessels: Frau Holle (Goldmarie und Pechmarie). Mesejáték a Grimm testvérek történetéből, Robert Bürkner műve alapján.

## Zene
Wagner műveiben számtalan utalás található Holle anyó különböző aspektusaira, ami hűen tükrözi, hogy Wagner milyen kreatívan kezelte a germán mitológiát. A Tannhäuser operában a fiatal pásztor a következő szavakkal üdvözli a tavasz eljövetelét: „Frau Holda kam aus dem Berg hervor, zu zieh´n durch Fluren und Auen“ (saját fordítás: Holda asszony előjött a hegyből, hogy bebarangolja a mezőt és a folyópartot). Holle anyó mondabeli lakóhelye, az Eisenach városához közeli Hörselberg hegy, Wagnernél Vénusz-hegyként jelenik meg, ahova a művének hőse a világ elől visszavonul. A darabban összefonódik a tavasz- és a szerelemistennő alakja, habár utóbbi nem a germán Frigg/Freyjára, hanem a görög-római Vénuszra vezethető vissza. A szerelemistennő világtól elzárt birodalmába való visszavonulás magában hordozza Helnek, a halottak birodalmának jellegzetességeit.
A Rajna kincse című operában Freyját, a szerelem és fiatalság istennőjét, az óriások a következő nevekkel illetik: „Freia, die holde, Holda, die freie” (saját fordítás: Freyja a szépséges, a szép, a szabad). Wagner itt szintén összekapcsolja Holle anyó alakját a fiatalság és tavasz germán istennőjével. A Nibelung gyűrűjében a halálistennő alvilági aspektusára utal azáltal, hogy a Holla és a Hel neveket összeolvasztja a „Hella” műszóvá. A walkürben Siegmund így szólván: „Hella halte mich fest!” (saját fordítás: Hella, tarts erősen!) megtagadja, hogy előre elrendelt halála után Walhallába vigyék, mert a holtak birodalmában akar maradni. Az istenek alkonyában is „Hella éjszakai seregéről” van szó.

## Fordítás
- Ez a szócikk részben vagy egészben a Frau Holle című német Wikipédia-szócikk ezen változatának fordításán alapul.  Az eredeti cikk szerkesztőit annak laptörténete sorolja fel. Ez a jelzés csupán a megfogalmazás eredetét és a szerzői jogokat jelzi, nem szolgál a cikkben szereplő információk forrásmegjelöléseként.